# Pteromalus moravicus
Pteromalus moravicus är en stekelart som beskrevs av Graham 1984. Pteromalus moravicus ingår i släktet Pteromalus och familjen puppglanssteklar. Arten är reproducerande i Sverige. Inga underarter finns listade i Catalogue of Life.